# 카렌 퀸란
카렌 퀸란(Karen Quinlan, 1954년 3월 29일~1985년 6월 11일)은 미국의 여성으로, 의료윤리학에서 존엄사와 연명의료에 관한 논의를 할 때 중요하게 다루어지는 인물이다.

## 일생
1954년 한 아일랜드계 미국인 미혼모의 아이로 태어났다. 메리 앤 모나한으로 이름 붙여진 이 아이는 생후 4주 만에 조셉 퀸란과 줄리아 퀸란 부부에게 입양되어 카렌 앤 퀸란으로 이름이 바뀌었다. 뉴저지주 모리스 카운티의 록스베리 타운쉽에서 어린 시절을 보낸 퀸란은 고등학교 졸업 후 일을 하며 부모에게서 독립하였다. 1975년 4월 바이럼 타운쉽으로 이사하여 2명의 룸메이트와 함께 생활하였다. 이 시기 다이어트를 위하여 이틀을 굶는 등 무리한 단식을 진행하였다.
1975년 4월 14일 저녁, 카렌 퀸란은 친구의 생일축하를 위하여 동네의 바에서 술자리를 가졌으며, 이 과정에서 진을 마신 후 다이아제팜 성분이 포함된 안정제를 복용하였다. 자정에 가까운 시간 집에 돌아온 후 잠자리에 들었으나 수 분 후 그녀의 룸메이트들이 퀸란이 숨을 쉬지 않는 것을 발견하였다. 즉시 앰뷸런스가 호출되었고, 병원으로 이동하면서 구강 인공호흡을 실시하였으나 의식을 회복하지 못하였다. 병원에서 치료를 받았으나 장시간의 호흡 부전으로 인하여 뇌손상이 왔고, 식물인간 상태로 판정되었다.

## 사고 이후
퀸란은 평소 연명치료에 대해 부정적인 입장을 표현한 바 있었다. 가톨릭 신자이던 퀸란의 부모는 담당 의사에게 인공호흡기를 제거하여 달라고 요청하였으나, 거부당하였다. 퀸란의 부모는 소송을 제기했고, 1975년 11월 10일 모리스 카운티 상급법원에서 패소 판결을 받았다. 그러나 1976년 3월 31일 뉴저지주 대법원은 7:0의 만장일치 판결로 "퀸란이 의식을 되찾을 합리적 가능성이 없으며, 이 경우 환자 본인의 치료를 거부할 권리가 생명유지보다 우선될 수 있다"는 결정을 내린다. 같은 해 5월 16일 병원은 카렌 퀸란의 인공호흡기를 제거하였으나, 이후로도 자가호흡을 하며 계속 생명을 유지하였다. 1985년 6월 11일 폐렴으로 사망하였다.

## 같이 보기
- 크루잔 대 미주리 보건국 사건
- 존엄사